# Magdalena Rigo i Vanrell
Magdalena Rigo i Vanrell   (Campos, 25 de setembre de 1969) és una exciclista mallorquina que es proclamà campiona d'Espanya el 1986.
El seu primer triomf important va ser en el campionat de Balears de muntanya celebrat a Galilea, on als dotze anys es proclamà campiona. El 1984 la Federació Balear de Ciclisme la va seleccionar per al campionat d'Espanya de fons en carretera disputat a Barcelona i en el qual Magdalena Rigo va quedar en cinquè lloc.
El 1985, amb setze anys, fitxà per l'equip Seat Orbea de Sant Sebastià (Guipúzcoa) i en el campionat d'Espanya celebrat a Astúries quedà subcampiona. La campiona fou la mallorquina Maria Mora Cirer, també de Campos. A més, aquell any pogué participar amb la selecció espanyola en el Mundial d'Itàlia. Un any després, el 1986, es proclamà campiona d'Espanya de fons en carretera a Múrcia. Poc després, amb denou anys, decidí retirar-se temporalment del ciclisme professional.
El 1993 tornà a la competició i fitxà per un bon equip, el Saunier Duval. Així, el 1994, guanyà a Alcázar de San Juan la medalla de bronze en el campionat d'Espanya de puntuació.
També aconseguí el bronze en el velòdrom de Son Moix en una prova de la Copa d'Espanya i en ruta va guanyar el Cinturó de Bilbao.
El 1996 es va retirar definitivament.